# سارة تامورا
سارة تامورا هي متزلجة فنية كندية، ولدت في 21 يناير 2001 في فانكوفر في كندا.

## وصلات خارجية
- سارة تامورا على موقع الاتحاد الدولي للتزلج (الإنجليزية)